# The Crepes of Wrath
«The Crepes of Wrath», llamado «Intercambio cultural» en Hispanoamérica y «Viva la vendimia» en España, es un episodio perteneciente a la primera temporada de la serie animada Los Simpson, emitido originalmente el 15 de abril de 1990. El episodio fue escrito por Wesley Archer y dirigido por Grey Milton. En este episodio, Bart viaja a Francia. En 2006, IGN nombró al episodio como el mejor de la primera temporada.

## Sinopsis
Todo comienza cuando Homer (muy enfadado con Bart por tener su habitación desordenada) se resbala con la patineta de Bart, y cae por las escaleras. Como consecuencia, queda discapacitado y obligado a quedarse recostado en un sillón por varios días. Marge, entonces, castiga a Bart, obligándolo a limpiar su habitación. Mientras lo hace, Bart descubre una vieja bomba cereza dentro de una caja, y decide hacerla explotar en un inodoro del baño de los varones de la escuela. El día que planea explotarla, la madre del director Skinner, Agnes, acompaña a su hijo a la escuela, y lo llama Pocholito (Nene en Hispanoamérica) delante de los alumnos. Bart termina arrojando la bomba por el excusado al mismo tiempo que Agnes está en el baño de las niñas, causando que la explosión la haga salir disparada y empapada de agua. Skinner, muy enfadado, decide castigar a Bart "deportándolo", haciéndolo participar en un programa de intercambio estudiantil. Bart es enviado a Francia, y los Simpson, como parte del plan de intercambio, reciben a Adil Hoxha, un niño de Albania. Cuando a Bart se le muestra una fotografía del hermoso viñedo en donde se hospedaría en Francia, inmediatamente acepta ir, para gran alegría de Homer y de Skinner. 
En Francia, Bart llega al "hermoso viñedo", el cual es en realidad una fábrica ilegal de vinos. Los dueños de la fábrica, César y Ugolin, un minuto después de que Bart llega con ellos, lo convierten en su esclavo. Bart es obligado a recolectar uvas, a dormir en el suelo y a probar vino contaminado con anticongelante. Además, todas sus pertenencias habían sido robadas por César, Ugolin y Maurice, su burro.
Mientras tanto, en Springfield, Adil llega con los Simpson y resulta ser un niño muy dulce y a quien le gustaba ayudar a todos. Homer inmediatamente siente cariño hacia él, y descubre que es un modelo de hijo mucho mejor que Bart. Sin que la familia lo sepa, Adil era en realidad un espía enviado por su gobierno a obtener información sobre los planes nucleares estadounidenses. Homer, sin sospechar nada, lo lleva a la planta nuclear, en donde Adil toma muchas fotografías de todos los dispositivos. 
Un día, los captores de Bart lo envían al pueblo a comprar anticongelante para ponerle a su vino. El niño, descalzo y sucio, se encuentra con un policía y le pide ayuda, pero éste no puede hacer nada por él, ya que no habla francés. Bart, desconsolado, se aleja caminando, enojándose consigo mismo, ya que ha estado en Francia desde hacía dos meses y no podía hablar nada del idioma local. Sin embargo, mientras se queja de su mala suerte, comienza a hablar en francés (en el doblaje hispanoamericano Bart usa un acento francés, mientras que en el doblaje francés (por obvios motivos) Bart se acuerda de que le pudo haber contado sobre lo de los anticongelantes). Rápidamente, corre hacia el policía y le informa de su situación, diciendo además que César y Ugolin hacían vino con anticongelante, lo cual era un crimen muy grave. 
Bart, ya sano y salvo, guía a los policías hacia el viñedo, en donde sus captores son arrestados. Bart es aclamado como un héroe en toda Francia, recibe medallas y aparece en las portadas de las revistas (con la inscripción Vive le Bart!). Adil, por su parte, es atrapado por el FBI e intercambiado con otro niño, quien era un espía estadounidense, atrapado en Albania. Bart vuelve con su familia, trayéndoles regalos de Francia. Cuando Homer no logra descorchar un vino, Bart dice: Mon père, quel imbécile! (Mi padre, ¡qué imbécil!). Sin haber comprendido lo que dijo, Homer se enorgullece felizmente de que su hijo hable francés.

## Producción
"The Crepes of Wrath" fue el  primer episodio de Los Simpson en el que George Meyer apareció en los créditos como guionista, ya que lo escribió junto a Sam Simon, John Swartzwelder y Jon Vitti. El episodio estuvo inspirado en la película francesa Manon of the Spring. Los guionistas debieron pensar de qué país podría provenir el estudiante de intercambio, y decidieron elegir Albania porque antes no lo habían utilizado, y también porque John Belushi era albano, por lo que fue un pequeño tributo hacia él. No sabían mucho sobre el país y no podían pensar en un buen nombre para el niño, por lo que le dieron el apellido "Hoxha" por el antiguo líder de Albania, Enver Hoxha. Utilizaron albanés real en la escena en la que Adil se despide de su familia, de lo cual se encargó Sam Simon con una pequeña investigación realizada mucho antes de la producción del episodio. También usaron verdadero francés en las escenas de Bart en Francia. Los guionistas hicieron averiguaciones sobre los aeropuertos en Francia para las escenas de Bart en el aeropuerto de París. La madre del director Skinner, Agnes Skinner, hace su primera aparición en Los Simpson en este episodio, aunque su voz y su personalidad eran algo diferentes de la que se utilizarían más tarde en los episodios posteriores del programa.